# Сарыман
Сарыман (каз. Сарыман) — село в Есильском районе Северо-Казахстанской области Казахстана. Входит в состав Спасовского сельского округа. Код КАТО — 594256300.

## Население
В 1999 году население села составляло 201 человек (106 мужчин и 95 женщин). По данным переписи 2009 года в селе проживало 103 человека (58 мужчин и 45 женщин).